# اوسترا (چاچاک)
اوسترا (به صربی: Ostra) یک منطقهٔ مسکونی در صربستان است که در چاچاک واقع شده‌است. اوسترا ۲۴٫۰۶ کیلومتر مربع مساحت و ۹۱۸ نفر جمعیت دارد و ۲۸۸ متر بالاتر از سطح دریا واقع شده‌است.